# Robert Ballard
El Dr. Robert Duane Ballard (nascut a Wichita (Kansas)) el 30 de juny de 1942) és un famós oceanògraf més conegut per la seva feina en arqueologia submarina. Els seus descobriments més famosos van ser les restes del naufragi del Titànic el 1985, del Bismarck al 1989 i del RMS Lusitania.

## RMS Titànic
L'estiu de 1985, Ballard estava a bord del vaixell d'investigació francès "Le Suriot" que estava utilitzant el revolucionari nou sonar d'escombra lateral per trobar les restes del Titànic. Quan el vaixell francès es retirà, Ballard fou transferit a un vaixell del Woods Hole Oceanographic Institute: el Knorr. Una dada menys coneguda era que aquest viatge el finançava per la Marina dels Estats Units d'Amèrica, i estaria fent un reconeixement secret del naufragi del USS Scorpion, un submarí nuclear que s'havia enfonsat per aquella zona. Després, Ballard va tenir via lliure per buscar el Titànic.
El Knorr arribà al lloc el 22 d'agost de 1985, i desplegà l'Argos. L'Argos era un submergible no tripulat que podia ser utilitzat en algunes profunditats. El pla de Ballard era recórrer el fons de l'oceà amb l'Argos, no buscant un vaixell, sinó restes. Molts experts sobre el Titànic havien afirmat durant molt de temps que mentre el vaixell s'enfonsava, havien plogut restes sobre el fons oceànic. L'equip de Ballard va fer torns en el monitoratge de les imatges de vídeo des de l'Argos, mentre s'iniciava la recerca en el monòton fons de l'oceà dues milles per sota.
Durant les primeres hores del matí l'1 de setembre de 1985, els observadors apreciaren els canvis en el que normalment era un homogeni fons oceànic. Al principi semblaven petits caràcters d'impacte. Posteriorment van ser albirades restes i la resta de l'equip fou despertat. Finalment, una caldera va ser descoberta, poc després trobaren el mateix casc del vaixell.
L'equip de Ballard va fer un rastreig general de l'exterior de la nau, i observà el seu estat, confirmant que el Titànic s'havia partit en dues parts, i que la popa estava en pitjors condicions que la resta de la nau. L'equip no va tenir molt temps per explorar, ja que altres estaven esperant per utilitzar el Knorr en altres missions científiques, però la seva fama ja estava assegurada. Ballard també havia plantejat mantenir la localització exacta com un secret per evitar que qualsevol pugui reclamar objectes. Ballard considerava el lloc com un cementiri, i es negà a profanar-lo emportant-se objectes del naufragi.
El 12 de juliol de 1986, Ballard i el seu equip van tornar per fer el primer estudi detallat de l'enfonsament. Aquesta vegada, Ballard es va portar al Alvin, un submergible d'aigües profundes que podia albergar a una petita tripulació. Alvin va ser acompanyat pel Jason Junior, un petit vehicle de control remot que podia passar a través de petites obertures i investigar l'interior del vaixell. Encara que la primera immersió (trigant dues hores a arribar a baix) va tenir problemes tècnics, les següents immersions van ser molts més reeixides, i van produir un detallat historial fotogràfic de les condicions del naufragi.
Ballard i el seu equip han visitat també els llocs de molts naufragis de la Segona Guerra Mundial al Pacífic. El seu llibre "Vaixells Perduts de Guadalcanal" localitza i fotografia moltes de les naus enfonsades a l'estret entre l'illa de Guadalcanal i les Florides a les Illes Salomó.

## Altres descobriments i exploracions
Xemeneies geotermals
El 1975 i 1976, a bord del catamarà de suport Lulu explorà el Gran Rift Medi-Atlàntic, en aigües de les illes Caiman. En petits submarins com l'Alvin, descobrí i estudià les xemeneies geotermals en les profunditats de les Galàpagos (1979). Aquestes xemeneies trien aigua amb temperatures superiors als 350 °C, riques en sulfur d'hidrogen i bacteris, que atreuen a una gran massa d'organismes larvaris.
Bismarck
El 1989, Ballard realitzà una feina d'enormes proporcions quan ell i el seu equip foren en busca del Bismarck, en aigües amb 4000 peus més de profunditat que el lloc on s'havia enfonsat el Titànic. Ballard tractà d'aclarir si el vaixell alemany havia estat enfonsat pels britànics o, per contra, havia estat sabotejat per la seva pròpia tripulació. Tres setmanes després de l'expedició, la tragèdia personal sobrevingué al famós explorador quan el seu fill de 21 anys, Todd, qui havia ajudat al seu pare en la recerca, morí en un accident de cotxe.
Batalla de Guadalcanal
El Dr.Ballard i el seu equip han visitat també els llocs de molts naufragis de la Segona Guerra Mundial al Pacífic. El seu llibre "Lost Ships of Guadalcanal" mostra fotografies i moltes de les naus enfonsades a Iron bottom Sound, l'estret entre l'illa de Gudalcanal i les Florides a les illes Salomó.
El bombarder de JFK
El 2002, la National Geographic Society, per mitjà del Dr. Ballard, envià una nau amb vehicles de control remot a les Illes Salomó. S'aconseguí trobar un tub de torpede d'un petit bombarder, el PT-109 de John F. Kennedy, que naufragà el 1953 en trobar-se amb un destructor a prop de l'illa de Ghizo. La visita també ha tret a la llum la identitat de Biuku Gasa i Eroni Kumana, que havien rebut poc reconeixement en la recerca de naufragis. Es produïren un especial per a televisió i un llibre.
Institute for Exploration
Durant la dècada de 1990 Ballard fundà el Institute for Exploration, que està especialitzat en l'arqueologia i geologia d'aigües profundes. L'institut uní forces el 1999 amb el Mystic Aquarium situat a Mystic, Connecticut. Son part de la non-profit Sea Research Foundation, Inc.

## Altres treballs
Televisió
Ballard ha participat en nombrosos programes educatius a la PBS, National Geographic, a la BBC, NHK (Japó), ZDF (Alemanya), i en les principals cadenes dels Estats Units. Durant la primera temporada de seaQuest DSV (1993-1994) donà curtes presentacions de fets marins durant els crèdits.
Treballs
El 2004, el Dr. Ballard fou nomenat professor d'oceanografia per la Graduate School of Oceanography de la Universitat de Rhode Island. A més, ha treballat com a Científic Principal del Departament de Física Aplicada i Ingenyeria de l'Institut Oceanogràfic de Woods Hole (Massachusetts), i ha estat president de l'institut d'Exploració de l'aquari de Mystic (Connecticut).
Ballard també és el visionari fundador del Projecte JASON, un curs científic d'Internet utilitzat pels mestres de primària en tots els Estats Units. El projecte JASON inclou un programa especialitzat per a nens educats en les seves llars, i ofereix un programa per a joves, anomenat "Argonautes", que volen participar en les seves expedicions.